# Nomale
Nomale est un village du Cameroun situé dans la région du Centre et le département du Mbam-et-Inoubou. Il fait partie de la commune de Ndikiniméki. 

## Population
En 1964, le village comptait 90 habitants, principalement Banen.
Lors du recensement de 2005, on y dénombrait 212 personnes.

## Histoire de Nomade
Le fondateur du village Nomale, BEGNI, qui engendrera la Grande Famille royale BEGNI, connu sous le nom indeckBegni en Banen, distribua les terres aux premiers arrivants du village qui, de nos jours, fondent des quelques familles de la localité. 
Sa descendance se compose, de son fils unique Kandack premier, roi de Nomale qui engendra son petit fils Bikfam Martin, 2e roi du Village, né vers 1922, considéré comme le père de la modernisation du village de la période allemande à la période coloniale. Il  engendra Kandack Martial (1947-2003), héritier du Trône. 
De son vivant, le village connu une véritable période de prospérité et de paix. Très pieux et dynamique, il rassembla les familles en une communauté. N'étant pas intéressé par Trône de ses pères, il souhaitait confier la régence à son Neveu feu Bahoken Eugène fils de Molemb mais les guerres intestines au sein de la famille Molemb n'ont pas permises la régence. 
C'est alors qu'au décès de ce dernier, les populations du village soucieuses d'assurer la continuité des affaires du village désigna un chef issu de la jeunesse dynamique du village pour perpétuer les œuvres de leur Roi et Guide feu Kandack Martial surnommé abba  qui signifie « père » en Banen.
De nos jours, la famille IndeckBegni n'a qu'une seule branche légitime dans sa lignée directe, notamment la famille Kandack Martial. Toutefois, il important de reléver que la descendance de son Frère Molemb fait partie de la dite lignée. En effet, ce dernier fut adopté par le Roi Bikfam Martin, père de Kandack, afin d'agrandir la famille au décès de sa fille Monne. 
La communauté de Nomale vit principalement de l'agriculture, la chasse et la cueillette.
L'histoire émouvante d'une famille Royale, qui au fil des siècles s'est agrandie et compte désormais plusieurs fils et petits fils.